# Aïn Reggada
Aïn Reggada è un comune dell'Algeria, situato nella provincia di Guelma.